# Rıdvan Bolatlı
Rıdvan Bolatlı, né le 2 décembre 1928 à Ankara (Turquie) et mort le 31 mars 2022, est un footballeur international turc, actif dans les années 1950.

## Biographie

### Club
Il joua à Ankaragücü et remporta une Ankara Futbol Ligi en 1952.

### Sélection
En tant que défenseur, Rıdvan Bolatlı fut international turc à six reprises entre 1953 et 1954 pour aucun but inscrit. 
Il fit les deux matchs de la Turquie en tant que titulaire aux Jeux olympiques de 1952, mais la Turquie fut éliminée en quarts-de-finale. Il fit aussi la Coupe du monde de football de 1954, où il a fait les trois matchs en tant que titulaire mais la Turquie fut éliminée au premier tour.